# Callistoctopus ornatus
Callistoctopus ornatus is een inktvissensoort uit de familie van de Octopodidae. De wetenschappelijke naam van de soort werd voor het eerst geldig gepubliceerd in 1852 door Gould als Octopus ornatus.